# Шмер, Иоганн
Иоганн Шмер (нем. Johann Schmer; 30 января 1891, Эдельсфельд, Бавария, Германская империя — 15 сентября 1970, Зульцбах-Розенберг, ФРГ) — штурмбаннфюрер СС, начальник гестапо в Люблине.

## Биография
Иоганн Шмер родился 30 января 1891 года в Баварии. По профессии был сапожником. Воевал в составе 11-го баварского полевого артиллерийского полка в Первую мировую войну и после её окончания участвовал в низвержении Баварской советской республики. В 1921 году поступил на службу в полицию.
В 1933 году вступил в НСДАП. В том же году был переведён в Баварскую политическую полицию. В марте 1938 года в составе полиции безопасности участвовал в Аншлюсе Австрии и в октябре 1938 года в аннексии Судетской области. После начала польской кампании Шмер стал командиром части одной из айнзацгрупп. С ноября 1939 по декабрь 1941 года был начальником отделения гестапо в Люблине. Кроме того, с августа по декабрь 1941 был исполняющим обязанности командира полиции безопасности и СД в Люблине. На этой должности занимался конфискацией еврейских записей актов гражданского состояния и соответствующих документов, которые передавались в «Центральное управление еврейских записей актов гражданского состояния» в имперском семейном управлении в Берлине. Впоследствии до января 1944 года был начальником гестапо в генерал-губернаторстве в Кракове. В 1944 году ему было присвоено звание штурмбаннфюрера СС и чин советника уголовной полиции.
После окончания войны Шмер не смог устроиться на работу в полицию и жил в Зульцбах-Розенберге. Против него были проведены множество предварительных расследований, которые были прекращены.